# Fanny Jensen
Fanny Haraldine Alfrida Jensen (* 11. Oktober 1890 in Horsens; † 9. Dezember 1969 in Odense) war eine dänische sozialdemokratische Politikerin. Sie war Vorsitzende der Kvindeligt Arbejderforbund (KAD) und die zweite dänische Ministerin nach Nina Bang. Von 1943 bis 1947 war sie Stadtverordnete in Kopenhagen, von 1947 bis 1953 war sie Mitglied im Folketing. 1947 wurde sie auch Ministerin, verließ aber die Regierung 1950.